# Malahayu
Malahayu is een bestuurslaag in het regentschap Brebes van de provincie Midden-Java, Indonesië. Malahayu telt 12.181 inwoners (volkstelling 2010).